# Cetiozaur
Cetiozaur (Cetiosaurus) – rodzaj zauropoda z rodziny cetiozaurów (Cetiosauridae); jego nazwa znaczy „wielorybi jaszczur”. Jest pierwszym naukowo opisanym zauropodem. Żył w epoce środkowej jury (ok. 180–170 mln lat temu) na terenach współczesnej Europy. Jego szczątki znaleziono w Anglii, a skamieniałości gatunków dawniej zaliczanych do tego rodzaju również w Maroku oraz Algierii.

## Morfologia

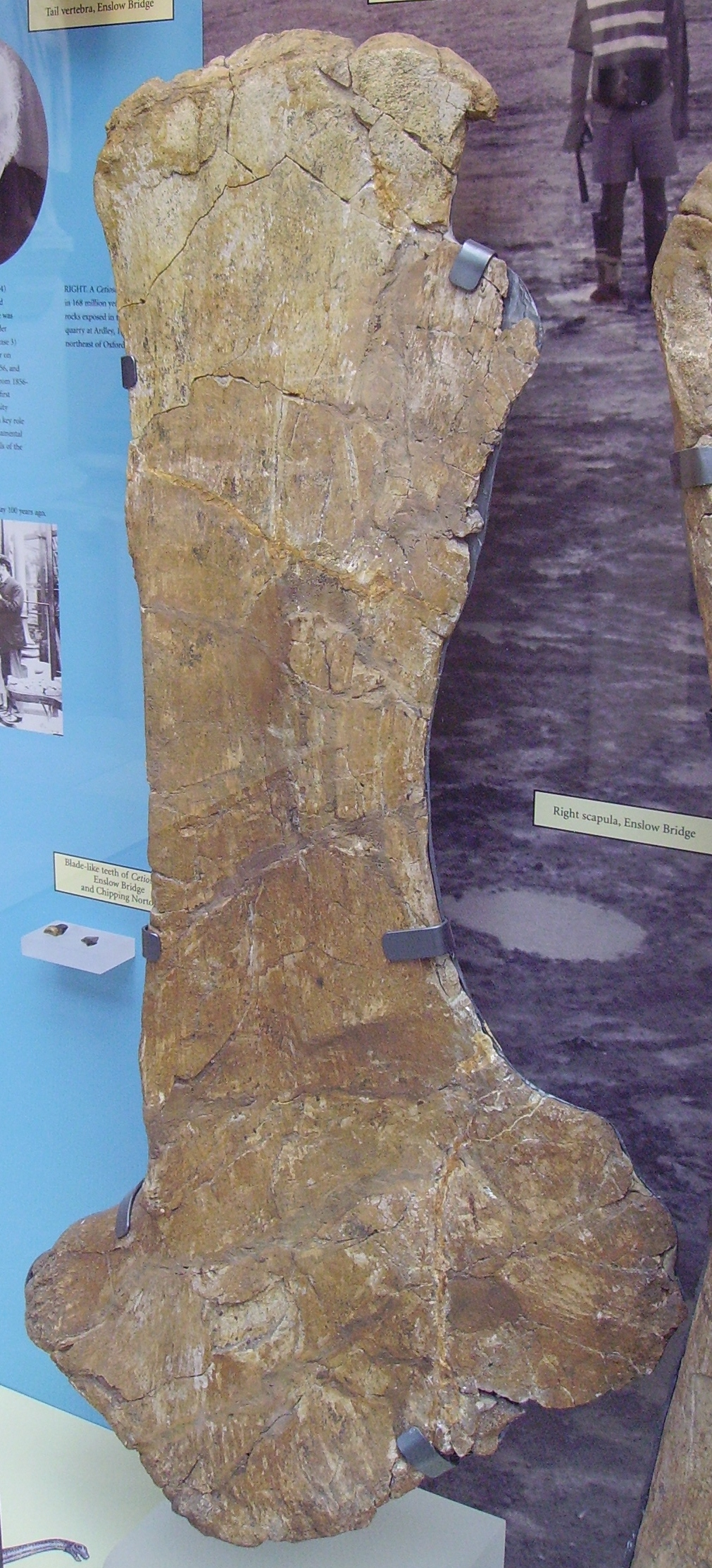
Prawa łopatka cetiozaura (Oxford University Museum of Natural History)

Morfologia cetiozaura nie jest dobrze poznana ze względu na niewłaściwe diagnozy tego rodzaju, które pozwoliły na przypisanie do niego wielu gatunków oraz niekompletnych i niediagnostycznych skamieniałości. W 2003 roku Upchurch i Martin przedefiniowali rodzaj Cetiosaurus i wyszczególnili pięć autapomorfii kręgów, szewronów i kości łokciowej. Szacuje się, że cetiozaur mierzył około 18 m długości i ważył około 27 ton. W odróżnieniu od większości innych gatunków, miał lite kręgi, a nie lżejsze, jamiste. Jego kręgi miały ponadto większy trzon i mniej wydatne wyrostki poprzeczne i wyrostek kolczysty. Podobnie jak u wielu innych zauropodów, jego ciężkie, pękate ciało wspierało się na słoniowatych kończynach, których stopy prawdopodobnie podścielone były grubymi poduszkami z tkanki łącznej.

## Klasyfikacja
Cetiozaur był przedstawicielem prymitywnej rodziny cetiozaurów – prymitywnych zauropodów, będących dominującą grupą tych dinozaurów przez ponad połowę okresu jurajskiego. Są blisko spokrewnione z rodzinami diplodoków (Diplodocidae) oraz kamarazaurów (Camarasauridae), które mogą być ich bezpośrednimi potomkami.

## Paleobiologia
Średniej wielkości zauropod, prawdopodobnie żyjący stadnie, w grupach składających się z kilkunastu osobników. Cetiozaur – jako zwierzę niezdolne do przeżuwania pokarmu – połykał kamienie (gastrolity), które dokonywały mechanicznego rozdrobnienia pożywienia (głównie paproci i liści drzew) w żołądku dinozaura. Przypuszczalnie zauropod ten umiał i lubił pływać – na co wskazują znalezione tropy wyłącznie przednich kończyn (tylne były unoszone przez wodę).

## Historia odkryć
Szczątki tego dinozaura (kręg ogonowy) odkryto po raz pierwszy prawdopodobnie w 1809 roku. W latach 30. XIX wieku kilka kości należących do cetiozaura, otrzymał William Buckland – francuski anatom, baron Georges Cuvier, oznaczył je jako kości wieloryba. Sir Richard Owen wykluczył tę hipotezę i uznał, że szczątki należały do wielkiego zwierzęcia, pływającego za pomocą bocznych wygięć ogona (jak krokodyle). W 1848 roku profesor John Phillips, po odkryciu kości udowej cetiozaura, stwierdził, że należą one do zwierzęcia prowadzącego lądowy tryb życia. Dopiero w 1869 roku Thomas Henry Huxley zidentyfikował je jako wielkiego czworonożnego gada o wadze kilku słoni.

## Gatunki
- Cetiosaurus medius Owen, 1841
- Cetiosaurus longus Owen, 1841
- Cetiosaurus oxoniensis Phillips, 1871 (typowy)
- Cetiosaurus mogrebiensis Lapparent, 1955

Do 2014 roku gatunkiem typowym rodzaju był Cetiosaurus medius, którego holotyp jest bardzo niekompletny i niediagnostyczny. Według Upchurcha i Martina wszystkie gatunki z rodzaju Cetiosaurus, z wyjątkiem C. oxoniensis z Anglii, są wątpliwe lub nieprawidłowe, dlatego też – aby utrzymać nazwę Cetiosaurus – niektórzy naukowcy proponują zmianę gatunku typowego z C. medius Owen, 1841 na C. oxoniensis Phillips, 1871 – znany ze znacznie bardziej kompletnego materiału kopalnego. W 2014 roku Międzynarodowa Komisja Nomenklatury Zoologicznej oficjalnie ustanowiła C. oxoniensis gatunkiem typowym rodzaju Cetiosaurus.